# ترانگ هوا

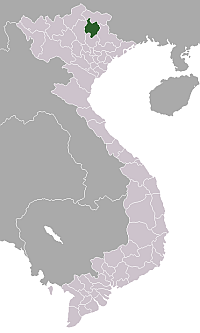
استان باک کان در ویتنام

ترانگ هوا (به لاتین: Trung Hòa) یک منطقهٔ مسکونی در ویتنام است که در استان باک کان واقع شده‌است.